# Desastres em 1979
Nesta página encontrará referências aos desastres ocorridos durante o ano de 1979.
- No Brasil, enchentes de grandes proporções arrasam o vale do rio Doce entre o final de janeiro e início de fevereiro. Diversos municípios do leste de Minas Gerais e do Espírito Santo foram afetados, incluindo cidades como Ipatinga, Governador Valadares e Colatina. Centenas morreram e milhares ficaram desabrigados.[1]

## Janeiro
- 8 de janeiro - O petroleiro francês Betelgeuse explode no terminal da Gulf Oil em Bantry na Irlanda - 50 mortos.
- 30 de janeiro - O cargueiro Boeing 707-323C prefixo PP-VLU operado pela Varig desapareceu sobre o oceano Pacífico trinta minutos após ter partido de Tóquio. Era pilotado pelo mesmo comandante do Voo 820. Nenhum sinal da queda (destroços ou corpos) jamais foi encontrado. A aeronave estava transportando 153 pinturas no valor de USD 1,24 milhões.

## Março
- 28 de março - Acidente nuclear de Three Mile Island, Pensilvânia, Estados Unidos da América, o mais grave até a época.

## Maio
- 25 de maio - Queda de um DC-10 da American Airlines dentro do Aeroporto Internacional O'Hare em Chicago matando 271 pessoas a bordo mais 2 em solo,totalizando 273 mortes,o 11º desastre aéreo da história.

## Outubro
- 31 de outubro - Em pleno Dia das Bruxas, o vôo 2605 da Western Airlines bateu em um Hangar de conserto no Aeroporto Internacional da Cidade do México.

## Novembro
- 28 de novembro - O Voo Air New Zealand 901 terminou quando o avião colidiu com o Monte Érebo, na Ilha de Ross (Oceano Antártico), matando todas as 257 pessoas a bordo, sendo 237 passageiros e 20 tripulantes.[2]